# Aşk-ı Memnu (Fernsehserie)
Aşk-ı Memnu (deutsch: Verbotene Liebe) ist eine türkische Serie, die vom 4. September 2008 bis zum 24. Juni 2010 im Privatsender Kanal D ausgestrahlt wurde. Die Serie basiert auf dem gleichnamigen Roman von Halid Ziya Uşaklıgil. 2008 war Aşk-ı Memnu eine der beliebtesten Serien. In der finalen Folge erlangte sie eine Einschaltquote von ca. 70 %.
In der TV-Serie heiratet die junge und schöne Bihter (Beren Saat) den wohlhabenden, älteren Witwer Adnan (Selcuk Yöntem), den sie im Laufe der Serie mit seinem Neffen Behlül (Kıvanç Tatlıtuğ) betrügt.

## Handlung
Seit Adnans geliebte Frau verstorben ist, lebt er mit seinen beiden Kindern Nihal und Bülent, seinem Neffen Behlül und seinen Bediensteten in einer großen Villa in Istanbul. Seit dem Tod seiner Frau hat sich Adnan nicht mehr in der Öffentlichkeit gezeigt. Firdevs ist ebenfalls verwitwet und lebt mit ihren beiden Töchtern Peyker und Bihter zusammen. Ihr Mann Melih hat ihr einen großen Schuldenberg hinterlassen, aber Firdevs kann auf ihre luxuriösen Bedürfnisse nicht verzichten. Sie strebt daher an, den wohlhabenden Adnan zu heiraten.
Nach dem Tod seiner Frau tritt Adnan erstmals auf der Hochzeit von Peyker und Nihat wieder in die Öffentlichkeit. Sein Neffe Behlül, der vorher eine Beziehung mit Peyker hatte, begleitet ihn. Bihter, die schon seit einiger Zeit Kontakt zu Adnan hat, verfolgt – wie ihre Mutter – die Absicht diesen zu heiraten. Adnan ist beeindruckt von Bihters Schönheit und möchte sie ebenfalls heiraten. Vor allem Nihal, die Tochter von Adnan, ist gegen die Hochzeit. Auch das Kindermädchen Mademoiselle de Courton ist gegen die Hochzeit, zeigt es aber nicht offen, da sie heimlich in Adnan verliebt ist. Da Bihter ihre Mutter für den Tod ihres geliebten Vaters verantwortlich sieht – weil dieser an einem Herzinfarkt starb, nachdem er seine Frau Firdevs beim Fremdgehen ertappt hatte – ist sie ihrer Mutter feindlich gesinnt. Als Bihter und Adnan ihren Hochzeitswunsch kundtun, interveniert Firdevs und macht ihre Ablehnung deutlich. Während Bihter der Ansicht ist die Ehe zu Adnan aus Liebe zu wollen, beschuldigt Firdevs sie damit, dies nur aus Rache zu ihr zu wollen.
Schließlich heiraten Adnan und Bihter. Mit der Zeit gewöhnen sich die Hausbewohner an Bihter und auch Nihal akzeptiert sie. Nach einem Suizidversuch zieht zusätzlich Firdevs eine Zeit lang in die Villa. Behlül und Bihter kommen sich im Laufe der Zeit immer näher und freunden sich an. Adnan hatte Behlül vor Jahren bei sich aufgenommen, da Behlüls Eltern bei einem Autounfall verstarben. Seitdem behandelt und sieht er ihn wie seinen eigenen Sohn. Behlül und Bihter fühlen sich immer stärker zueinander hingezogen. Ihre Liebesbeziehung beginnt, als Bihter eines Abends in Adnans Atelier geht, um ein Relief auszusuchen und Behlül ihr folgt. Als er sie daraufhin küsst, ohrfeigt sie ihn. Von Schuldgefühlen geplagt, beschließt Behlül, seine Freundin Elif zu heiraten und wenig später verloben sich die beiden. Als Bihter und Behlül nach einer Weile gemeinsam essen gehen, küsst sie ihn und ihre Affäre beginnt.
Die Mutter Bihters ahnt, dass Bihter und Behlül eine Beziehung haben. Obwohl Bihter ihre Annahme mehrmals verneint, redet Firdevs Nihal ein, dass Behlül in sie verliebt sei und bittet Behlül in einem privaten Gespräch darum, Nihal mehr Beachtung zu schenken, um letztlich die Ehe ihrer Tochter zu retten. Nihal, die ohnehin seit Jahren in Behlül verliebt war, gefällt dieser Gedanke, sodass sie anfängt dem willentlich Glauben zu schenken. Je häufiger Behlül Nihal abends ausführt, desto näher kommen sie sich und desto eifersüchtiger wird Bihter. Eines Nachts treffen sich Bihter und Behlül im Gartenhäuschen und verbringen die Nacht zusammen. Beşir, der Chauffeur der Familie, der die beiden schonmal gesehen hatte, erwischt sie erneut und realisiert, dass er Bihter die ganze Zeit lang fälschlicherweise für Nihal gehalten hatte.
Im Laufe der Geschichte verloben sich Behlül und Nihal miteinander, doch die Affäre zu Bihter hört nicht auf. Beşir, der in Nihal verliebt ist, beschließt, Adnan nichts von der Affäre zu verraten, sofern Behlül Nihal glücklich macht. Auch Mademoiselle fängt an, etwas von der Affäre zu ahnen. Bihter und Behlül, die inzwischen wissen, dass sie von Besir ertappt wurden, schöpfen Verdacht, dass dieser Mademoiselle etwas verraten haben könnte. Da es für die beiden immer gefährlicher wird beschließt Behlül, die Affäre zu Bihter zu beenden und Nihal treu zu bleiben. Zu diesem Zeitpunkt hatte Behlül Bihters Vorschläge alles zurückzulassen und fortzugehen mehrfach angenommen und fallengelassen. Am Morgen der Hochzeit trifft sich Behlül ein letztes Mal mit Bihter im Wald, um ihr eindeutig klarzumachen, dass die Beziehung vorbei ist. Noch am selben Tag erzählt Bihter ihrer Mutter, sie solle schnell das Haus verlassen, da an diesem Tag eine Katastrophe in der Villa ausbrechen würde. Daraufhin schickt Firdevs Behlül eine SMS und erzählt ihm von Bihters Vorhaben alles zu gestehen. Um das zu verhindern eilt Behlül zurück zur Villa. Beşir, der zu diesem Zeitpunkt todkrank ist, beschließt auf Drängen Mademoiselles Adnan von der Affäre zwischen seiner Frau und seinem Neffen zu erzählen. Adnan, der letztlich durch Besir von der Affäre erfährt, eilt zurück in die Villa um Behlül und Bihter zu konfrontieren. Als er die abgeschlossene Schlafzimmertür einbricht, findet er darin Behlül und Bihter vor, die sich gegenüberstehen und miteinander reden. Als er beginnt Behlül seine Enttäuschung mitzuteilen, schießt sich Bihter mit einer Pistole, die sie sich an die Brust gehalten hat, in ihr Herz. Nihal – die durch Bülent von Behlüls plötzlichem Verschwinden erfahren und ebenso zurück in die Villa geeilt war – bricht bei dem Klang des Pistolenschusses auf der Treppe zusammen und Beşir stirbt an einer Lungenkrankheit. Durch den Vorfall verstirbt Bihter und Behlül muss die Familie endgültig verlassen. Firdevs, die durch einen Schlaganfall gelähmt wurde, lebt fortan bei ihrem neuen Ehemann Cetin. Die übrige Familie zieht aus der Villa und beginnt woanders ein neues Leben.

## Charaktere
| Schauspieler/in    | Rolle                                   | Charakter |
| ------------------ | --------------------------------------- | --- |
| Beren Saat         | Bihter Yöreoğlu Ziyagil                 | Bihter ist die jüngere Tochter von Firdevs und Melih Yöreoğlu. Nach dem Tod ihres Vaters heiratet sie trotz eines Altersunterschieds Adnan. Nach einer gewissen Zeit verliebt sie sich in Behlül, den Neffen von Adnan. |
| Kıvanç Tatlıtuğ    | Behlül Haznedar                         | Behlül ist ein entfernter Verwandter von Adnan Ziyagil. Noch in Kindesjahren verliert er seine Eltern bei einem Autounfall. Adnan nimmt ihn als Neffen bei sich auf und behandelt ihn wie seinen eigenen Sohn. Behlül gilt aufgrund seines Wohlstandes und Aussehens als „Frauenheld“. Doch schon bald verliebt er sich in die Frau seines Onkels. |
| Nebahat Çehre      | Firdevs Yöreoğlu                        | Firdevs ist die Frau von Melih Yöreoğlu und die Mutter von Peyker und Bihter. Sie kann auf ihre luxuriösen Bedürfnisse nicht verzichten. |
| Selçuk Yöntem      | Adnan Ziyagil                           | Adnan Ziyagil gilt als einer der wohlhabendsten Männer Istanbuls. Er hat seine Frau verloren und lebt mit seinen beiden Kindern Nihal und Bülent, seinem Neffen Behlül und seinen Hausangestellten in Istanbul. Im Laufe der Serie heiratet er Bihter Yöreoğlu.                                                                                    |
| Zerrin Tekindor    | Deniz DeCourton (Mademoiselle/Matmazel) | Mademoiselle ist das Kindermädchen von Nihal und Bülent Ziyagil. Ihre Mutter ist Türkin, ihr Vater Franzose. Sie ist verliebt in Adnan. |
| Hazal Kaya         | Nihal Ziyagil                           | Nihal ist die Tochter von Adnan Ziyagil. Nihal ist in Behlül verliebt; im Laufe der Serie verloben sich die beiden. |
| Batuhan Karacakaya | Bülent Ziyagil                          | Bülent ist Adnans jüngster Sohn. Behlül ist für ihn ein Idol. |
| Eda Özerkan        | Elif Bender                             | Elif ist Model. Elif war eine Zeit lang mit Behlül verlobt. |
| Nur Fettahoğlu     | Peyker Yöreoğlu Önal                    | Peyker ist Firdevs und Melihs Tochter. Sie war mit Behlül zusammen, heiratete aber Nihat. Die beiden bekamen zwei Söhne. |
| İlker Kızmaz       | Nihat Önal                              | Nihat ist der Sohn von Hilmi und Aynur Önal. Er heiratete Peyker Yöreoğlu. |
| Baran Akbulut      | Beşir Elçi                              | Beşir ist der Chauffeur in der Villa von Adnan Ziyagil. Er ist verliebt in Nihal Ziyagil. |
| Pelin Ermiş        | Cemile                                  | Cemile ist die Tochter von Süleyman und Şayeste und arbeitet als Hausangestellte in der Villa von Adnan Ziyagil. Sie ist in Beşir verliebt. |
| Fatma Karanfil     | Şayeste                                 | Auch Şayeste ist eine Hausangestellte. Sie ist mit Süleyman verheiratet und die Mutter von Cemile. |
| Rana Cabbar        | Süleyman Efendi                         | Süleyman ist der Koch in der Villa von Adnan Ziyagil. Er ist verheiratet mit Şayeste und der Vater von Cemile. |
| Zerrin Nişancı     | Aynur Önal                              | Aynur ist die Frau von Hilmi Önal. |
| Recep Aktuğ        | Hilmi Önal                              | Hilmi ist ein Geschäftsmann in Istanbul und dazu ein Konkurrent von Adnan Ziyagil. |
| Gülsen Tuncer      | Arsen Ziyagil                           | Arsen ist die Schwester von Adnan Ziyagil. |
| Evren Duyal        | Nesrin                                  | Nesrin ist eine Hausangestellte in der Villa von Adnan Ziyagil. |
| Ufuk Kaplan        | Katya                                   | Katya ist eine der persönlichen Bediensteten von Firdevs Yöreoğlu. |
| Münir Akça         | Melih Yöreoğlu                          | Melih Yöreoğlu ist der Vater von Bihter und Peyker Yöreoğlu. Zu Beginn der Serie war er bereits verstorben. |

## Ausstrahlung
| Saison    | Sendeplatz       | Staffelpremiere   | Staffelende   | Produzierte Episoden | Ausgestrahlte Episoden | TV-Saison |
| --------- | ---------------- | ----------------- | ------------- | -------------------- | ---------------------- | --------- |
| 1. Saison | Donnerstag 20:00 | 4. September 2008 | 18. Juni 2009 | 38                   | 1–38                   | 2008–2009 |
| 2. Saison | Donnerstag 20:15 | 3. September 2009 | 24. Juni 2010 | 41                   | 39–79                  | 2009–2010 |